# Матюшенко, Борис Павлович
Бори́с Па́влович Матюше́нко (2 ноября 1883, Санкт-Петербург — 25 марта 1944, Прага) — украинский общественный, политический и государственный деятель. Доктор медицины (1912 год), профессор, врач-гигиенист.

## Биография
Родился 2 ноября 1883 года в Санкт-Петербурге в семье офицера российской армии. Окончил гимназию и медицинский факультет Киевского университета (1909 год), работал военным врачом, ассистентом в клиниках при Киевском университете, и Женском медицинском институте Киева. С 1903 — активный деятель РУП, с декабря 1905 — член УСДРП, вел активную революционную деятельность за что был арестован и выслан из Киева.
Как военный врач в 1914 году мобилизован в действующую армию. К лету 1917 служил в воинских частях и госпиталях Юго-Западного фронта.
С августа 1917 года по поручению Украинской Центральной рады начал работу по организации службы здравоохранения на Украине, возглавлял медико-санитарную управу при генеральном секретариате внутренних дел. В период существования Украинской республики работал заведующим департамента здоровья министерства здравоохранения и попечительства. В ноябре 1918 года по феврале 1919 года занимал должность министра здравоохранения и попечительства Украинской Народной Республики.
В 1920—1921 возглавлял Заграничное бюро Украинского Красного Креста. С декабря 1921 преподавал в Украинском свободном университете в Праге.
Был одним из основателей Украинской хозяйственной академии в Подебрадах (Чехословакия). Работал профессором, доктором медицины Карлова университета в Праге, руководителем двух кафедр Евгенистичного института Чехословацкой Социалистической Республики.
В 1922 году стал основателем, а в 1923—1935 возглавлял Союз украинских врачей Чехословацкой республики, в 1923—1925 годах редактировал и издавал его печатный орган — «Украинский Медицинский Вестник», соредактор «Латинско-украинского медицинского словаря».
Умер в Праге. В честь Бориса Матюшенко названа улица в Киеве.